# Enchelyurus ater
Enchelyurus ater är en fiskart som först beskrevs av Günther, 1877.  Enchelyurus ater ingår i släktet Enchelyurus och familjen Blenniidae. Inga underarter finns listade i Catalogue of Life.